# Elspeth Douglas McClelland
Elspeth Douglas McClelland (født 20. maj 1879, død 1920) var en engelsk suffragette og arkitekt.

## Liv
Elspeth blev født i Keighley, Yorkshire hendes forælder var John McClelland, en revisor, og Epsey McClelland. Hun blev døbt i Ilkley den 19. juli samme år. Elspeth blev uddannet som arkitekt, den eneste kvindelige studerende blandt 600 mænd på den Polytechnic Architectural School i London, og er blevet beskrevet som den første kvinde til at praktisere som arkitekt.

## Suffragette
Elspeth tid som suffragette er bedst kendt for, da hun blev sendt som "menneskelig post" til premierministeren, H.H. Asquith, den 23. februar 1909. På dette tidspunkt var reglerne således at det var tilladt for enkeltpersoner at blive "sendt" med express bud, så Elspeth og suffragette Daisy Solomon blev afsendt af Christabel Pankhurst fra Clemens Inn og blev taget af Mrs. Drummond til East Strand posthus.